# Фантом (комікс)
Фантом (англ. Phantom) —  персонаж коміксів вигаданий Лі Фальком у 1936 році.

## Біографія
Легенда Фантома почалася багато років тому. В 1536 мирне торговельне судно підпливає до берегів країни під назвою Бенгалу. Капітаном судна був англієць на ім'я Крістофер Вокер. Корабель був захоплений грізними піратами, які безкарно господарювали в водах Індійського океану. Вся команда і капітан були вбиті, але синові капітана вдалося врятуватися. Хвилі викинули його на берег Бенгали, де його прихистив місцеве плем'я. На наступний день на берег викинуло тіло мертвого пірата вбив капітана Вокера, і через деякий час хлопчик, тримаючи в руці череп вбивці батька присягнувся присвятити своє життя боротьбі з піратством, злом і насильством і нащадкам заповідав продовжити цю справу. Так з'явився Фантом. Пізніше, хлопчик знайшов печеру дуже схожу на череп. Своїми руками він посилив схожість. Ця печера стала притулком Фантома - Печерою Черепа.

## Екранізації

### Фільми
- В 1996 році вийшов фільм «Фантом» з Біллі Зейном в головній ролі.

### Телебачення
- Фантом серіал (1961) роль зіграв Том Тайлер.
- Фантом  (2009) року міні серіал роль зіграв Раян Карнес.
- Захисники землі (1986 - 1987) мультсеріал роль озвучив Пітер Марк Річмен.
- Фантом 2040 (1994 - 1996) мультсеріал роль озвучив Скотт Валентай.